# Fekete tőkehal
A fekete tőkehal (Pollachius virens) a csontos halak (Osteichthyes) főosztályának a sugarasúszójú halak (Actinopterygii) osztályába, ezen belül a tőkehalalakúak (Gadiformes) rendjébe és a tőkehalfélék (Gadidae) családjába tartozó faj.

## Előfordulása

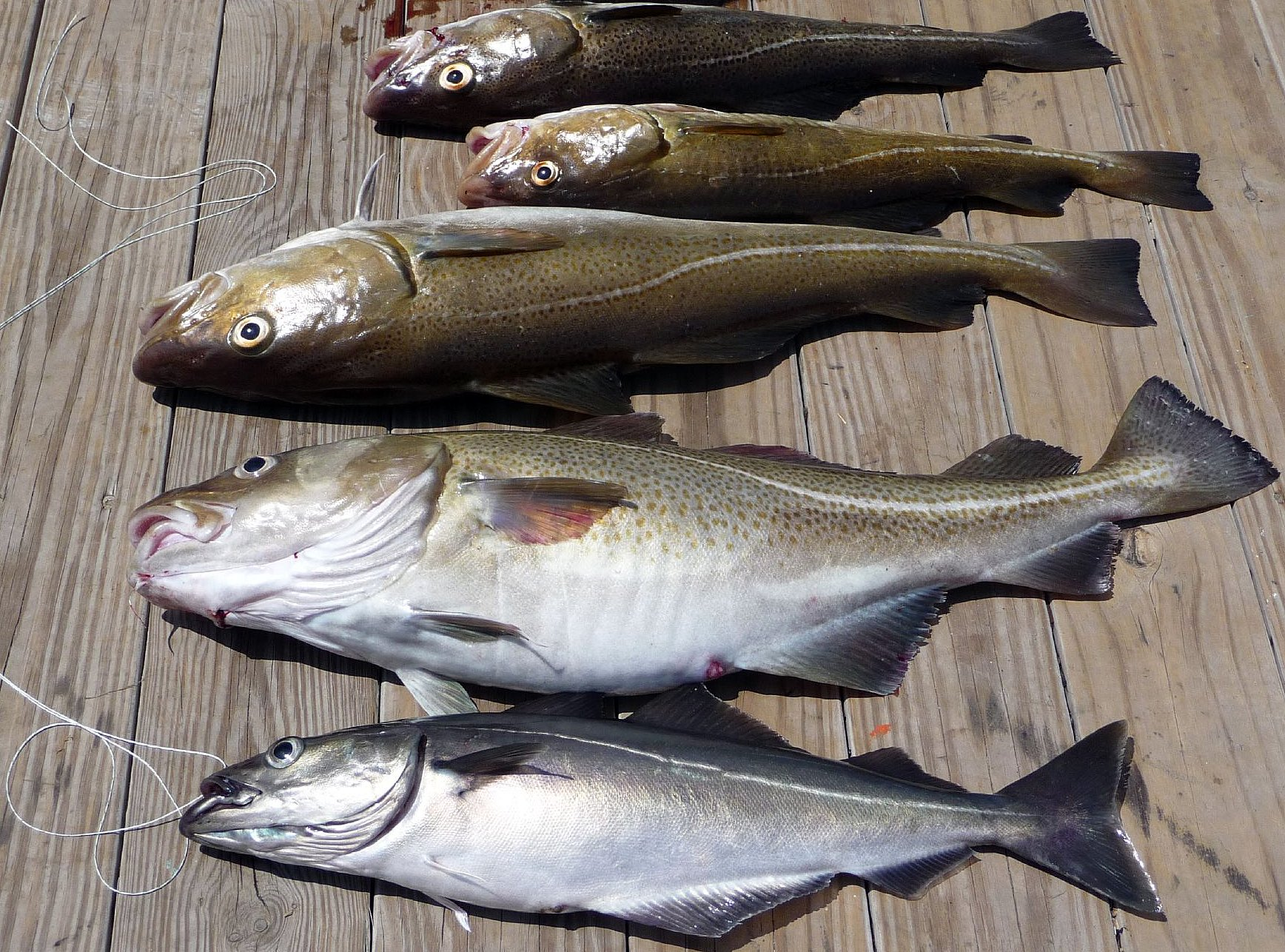
Kifogott példányok

A fekete tőkehal az Atlanti-óceán keleti részén, a Barents-tengertől a Vizcayai-öbölig, illetve a nyugati részén, Grönlandtól Hudson-szorosig és Észak-Karolináig található meg. E halfaj képes Európától Észak-Amerikáig úszni.

## Megjelenése
A fekete tőkehal általában 60, de legfeljebb 130 centiméter hosszú. A legnagyobb kifogott példány 32 kilogrammot nyomott míg a legidősebb példány 25 évet élt. A pofáján levő tapogatószálak rövidek. Oldalsávja halvány, és egész testhosszában sima. A hal színezete barnászöld.

## Életmódja

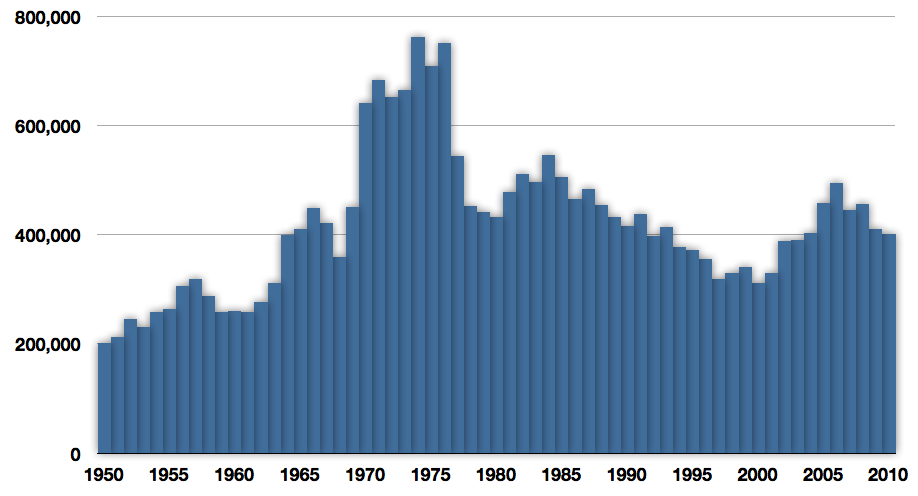
A fekete tőkehal világszintű halászata 1950-2010 között

Rajhal, amely nyáron a partok mentén tartózkodik, de télire a mélyebb vízekbe húzódik. A 35-360 méteres mélységet kedveli. Tápláléka rákok és kisebb halak. A fekete tőkehal a nála nagyobb halak tápláléka lehet.

## Szaporodása
Az ívási időszakban vándorol. A nőstény nem rakja le egyszerre az összes ikráját.

## Felhasználása
A fekete tőkehal jelentős gazdasági értékkel bír. A sporthorgászok is kedvelik. Frissen, szárítva, sózva, fagyasztva, füstölve vagy konzervdobozban árusítják. Sülve, főve fogyasztható.